# Michigan Stags
Die Michigan Stags waren ein Eishockeyteam aus Detroit, Michigan, das vom Sommer 1974 bis in den Januar 1975 in der nordamerikanischen World Hockey Association (WHA) aktiv war. Das Franchise wurde am 18. Januar aus finanziellen Gründen aufgelöst. Fünf Tage später entschied die Liga, dass die Mannschaft bis zum Saisonende im Bundesstaat Maryland als Baltimore Blades weiterspielen sollte.

## Geschichte
Kurz vor Ende der Saison 1973/74 hatten die aus Detroit stammenden Charles Nolton und John Shagena die sportlich ins Straucheln gekommenen Los Angeles Sharks gekauft. Das Team wurde nach Detroit umgesiedelt und spielte dort als Michigan Stags.
Als Stadion diente die Cobo Arena, mit einer Kapazität von 10.200 Plätzen. Dem Team fehlte es an Potential und als man früh in der Saison den Star, Marc Tardif, an die Quebec Nordiques abgegeben hatte, war die sportliche Lage noch schlechter als zuvor. Aus Los Angeles hatte man eine Vielzahl von unter Vertrag stehenden Spielern mitgebracht, die so für eine angespannte finanzielle Lage sorgten. Mit den knappen Mitteln gelang es den Besitzern nicht das Team in Detroit entsprechend zu vermarkten und so häuften sich Rechnungen, die ungezahlt blieben. Am 18. Januar wurden die Stags, die auch wegen schwacher sportlicher Leistungen kaum mehr als 2.000 Zuschauer für ihre Heimspiele gewinnen konnten, aufgelöst. Wenige Tage später hätten die Houston Aeros in Detroit gastiert und der ehemalige Superstar der Detroit Red Wings, Gordie Howe, wäre wieder in sein alte Heimat gekommen. Nach einer Woche der Ungewissheit entschied die WHA mit den Baltimore Blades ein neues Team in der Liga zu installieren, das für die Stags die Saison zu Ende spielen sollte.

## Bekannte Spieler
- Marc Tardif